# Krassó-Szörény megye községeinek listája

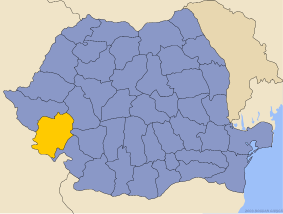
Krassó-Szörény megye elhelyezkedése Romániában

Ez a lista  Krassó-Szörény megye községeit sorolja fel a magyar elnevezés ábécésorrendjében.
| Magyar név    | Román név             | Terület (km²) | Lakosság 2011-ben (fő) | Községközpont | Beosztott falvak |
| ------------- | --------------------- | ------------- | ---------------------- | ------------- | --- |
| Alsópozsgás   | Pojejena              | 112,80        | 2884                   | Alsópozsgás   | Divécs, Fejérdomb, Rádonya, Sisak |
| Alsóvarány    | Vrani                 | 35,92         | 1070                   | Alsóvarány    | Csorda, Hévér |
| Alsózorlenc   | Zorlențu Mare         | 66,10         | 1015                   | Alsózorlenc   | Felsőzorlenc |
| Bánya         | Bănia                 | 207,68        | 1752                   | Bánya         | Gerbóc |
| Baucár        | Băuțar                | 187,98        | 2604                   | Baucár        | Bukova, Strimba, Preveciori |
| Bélajablánc   | Iablanița             | 118,82        | 2281                   | Bélajablánc   | Globukrajova, Petnek |
| Berlistye     | Berliște              | 61,08         | 1164                   | Berlistye     | Jám, Mirkóc, Óruszolc, Újruszolc |
| Berszászka    | Berzasca              | 280,63        | 2848                   | Berszászka    | Alsólupkó, Bigér, Drenkova, Kozlatelep |
| Bokos         | Bucoșnița             | 98,08         | 2978                   | Bokos         | Galacs, Petresfalva, Temesvölgye |
| Bolvás        | Bolvașnița            | 89,26         | 1405                   | Bolvás        | Varcsaró |
| Bozovics      | Bozovici              | 187,77        | 2924                   | Bozovics      | Ménesvölgy, Prilipec, Ponyászkatelep |
| Bökény        | Buchin                | 82,84         | 2039                   | Bökény        | Karánberek, Körpa, Perestyén, Sebesmező |
| Csiklófalu    | Ciclova Română        | 80,96         | 1550                   | Csiklófalu    | Illyéd, Szakalár |
| Csudafalva    | Ciudanovița           | 53,33         | 657                    | Csudafalva    | Dicsény |
| Dalbosec      | Dalboșeț              | 77,04         | 1650                   | Dalbosec      | Bârz, Boina, Boinița, Kisresica, Ósopot, Prislop |
| Dognácska     | Dognecea              | 75,73         | 2009                   | Dognácska     | Galonya |
| Doklény       | Doclin                | 100,00        | 1741                   | Doklény       | Bényes, Királykegye |
| Domásnya      | Domașnea              | 54,09         | 1402                   | Domásnya      | Szörénykanizsa |
| Ezeres        | Ezeriș                | 78,23         | 1255                   | Ezeres        | Szócsán |
| Ferencfalva   | Văliug                | 8,20          | 741                    | Ferencfalva   | - |
| Forotik       | Forotic               | 108,47        | 1708                   | Forotik       | Bársonyfalva, Komornok, Nagyszurduk |
| Furlug        | Fârliug               | 130,47        | 1956                   | Furlug        | Bojtorjános, Dezesd, Dulló, Pogányosremete, Pogányosvölgy |
| Gorony        | Goruia                | 62,49         | 790                    | Gorony        | Gerlistye, Karasszentgyörgy |
| Kákófalva     | Grădinari             | 38,23         | 1956                   | Kákófalva     | Gerőc |
| Kavarán       | Constantin Daicoviciu | 105,29        | 2692                   | Kavarán       | Gyepesfalu, Krassóbarlang, Mácsova, Nagymutnok, Zaguzsén |
| Kiskrassó     | Lupac                 | 66,49         | 2677                   | Kiskrassó     | Kengyeltó, Krassócsörgő, Vizes |
| Kislaposnok   | Lăpușnicel            | 27,09         | 1081                   | Kislaposnok   | Cseherdős, Porhó |
| Krassóvár     | Carașova              | 143,39        | 3110                   | Krassóvár     | Krassóalmás, Nermed |
| Krassóvermes  | Vermeș                | 114,41        | 1566                   | Krassóvermes  | Érszeg, Izgár |
| Lászlóvára    | Coronini              | 25,94         | 1748                   | Lászlóvára    | Szenthelena |
| Márga         | Marga                 | 55,45         | 1151                   | Márga         | Vámosmárga |
| Mehádia       | Mehadia               | 179,40        | 4128                   | Mehádia       | Bolvásvölgy, Ekés, Golbor |
| Mehadika      | Mehadica              | 118,03        | 870                    | Mehadika      | - |
| Móricföld     | Măureni               | 95,60         | 2646                   | Móricföld     | Sósd |
| Nagylankás    | Luncavița             | 59,25         | 2613                   | Nagylankás    | Verend |
| Nagylaposnok  | Lăpușnicu Mare        | 123,81        | 1687                   | Nagylaposnok  | Mocsáros |
| Nagytikvány   | Ticvaniu Mare         | 75,11         | 1984                   | Nagytikvány   | Kernyécsa, Kistikvány, Krassószékás |
| Néranádas     | Naidăș                | 50,75         | 1139                   | Néranádas     | Leszkovica |
| Nérasolymos   | Socol                 | 45,32         | 1933                   | Nérasolymos   | Báziás, Néraaranyos, Néramező, Pârneaura |
| Novákfalva    | Glimboca              | 42,46         | 1808                   | Novákfalva    | - |
| Obrézsa       | Obreja                | 126,33        | 3252                   | Obrézsa       | Csuta, Jász, Vár |
| Ógerlistye    | Eftimie Murgu         | 98,13         | 1628                   | Ógerlistye    | - |
| Ökörpatak     | Păltiniș              | 99,97         | 2408                   | Ökörpatak     | Cornuțel, Delényes, Kisszabadi, Ruzs |
| Örményes      | Armeniș               | 143,37        | 2454                   | Örményes      | Fényes, Ófalu, Plopu, Sub Margine |
| Perlő         | Brebu                 | 76,90         | 1164                   | Perlő         | Apádia, Váldény |
| Prigor        | Prigor                | 301,63        | 2577                   | Prigor        | Nérapatas, Óborlovény, Putna, Újborlovény |
| Rafna         | Ramna                 | 99,10         | 1560                   | Rafna         | Barbos, Valéapáj |
| Rakasdia      | Răcășdia              | 61,15         | 1976                   | Rakasdia      | Felsővarány |
| Ruszkabánya   | Rusca Montană         | 154,37        | 1834                   | Ruszkabánya   | Ruszkica |
| Ruténtelep    | Copăcele              | 51,12         | 1111                   | Ruténtelep    | Mutnokszabadja, Rugyinóc, Zoltánfalva |
| Sebesrom      | Turnu Ruieni          | 160,91        | 3342                   | Sebesrom      | Borló, Csiklény, Dálcs, Szalakna, Szervesd |
| Somfa         | Cornea                | 46,19         | 1890                   | Somfa         | Körtvélypatak, Kuptorja, Makovistye |
| Somosréve     | Cornereva             | 400,80        | 3190                   | Somosréve     | Arsuri, Bogoltény, Bojia, Borugi, Cáca, Cireșel, Costiș, Cozia, Cracu Mare, Cracu Teiului, Dobraia, Dolina, Gruni, Hora Mare, Hora Mică, Inelec, Ohabaizvorvölgy, Kamenavölgy, Lunca Florii, Lunca Zaicii, Mesteacăn, Negiudin, Obița, Pogara, Pogara de Sus, Poiana Lungă, Prisăcina, Prislop, Ruștin, Scărișoara, Strugasca, Studena, Sub Crâng, Sub Plai, Toplavölgy, Zănogi, Zbegu, Zmogotin, Zoina |
| Szákul        | Sacu                  | 53,62         | 1485                   | Szákul        | Gyulatelep, Tinkova |
| Szászkabánya  | Sasca Montană         | 128,98        | 1593                   | Szászkabánya  | Bogorfalva, Néraszlatina, Potok, Szászka |
| Szenesfalu    | Cărbunari             | 55,36         | 1008                   | Szenesfalu    | Máriahavas |
| Szikesfalu    | Sichevița             | 105,70        | 2230                   | Szikesfalu    | Brestelnic, Camenița, Cârșie, Cracu Almăj, Curmătura, Felsőlupkó, Frăsiniș, Krusovica, Liborajdea, Lucacevăț, Martinovăț, Ogașu Podului, Ravenszkavölgy, Streneac, Valea Orevița, Valea Sicheviței, Zănou, Zăsloane |
| Temesfő       | Brebu Nou             | 30,00         | 119                    | Temesfő       | Wolfsberg |
| Temesszlatina | Slatina-Timiș         | 151,10        | 3074                   | Temesszlatina | Illópatak , Ószadova, Újszagyva |
| Teregova      | Teregova              | 331,02        | 3981                   | Teregova      | Ruszka |
| Toplec        | Topleț                | 93,88         | 2625                   | Toplec        | Börza |
| Tornó         | Târnova               | 49,66         | 1731                   | Tornó         | Bratova |
| Tyukó         | Ciuchici              | 55,61         | 1338                   | Tyukó         | Mákosfalva, Miklósháza, Petrilova |
| Újsopot       | Șopotu Nou            | 83,36         | 1157                   | Újsopot       | Dristye, Kersia Rosie, Poienile Boinei, Rakittapuszta, Rakittavölgy, Ravenszka, Rekettyő, Rosievölgy, Sztancsilovapuszta, Urku |
| Varadia       | Vărădia               | 87,07         | 1371                   | Varadia       | Mercsény |
| Vaskő         | Ocna de Fier          | 22,11         | 656                    | Vaskő         | - |
| Weitzenried   | Gârnic                | 36,62         | 1268                   | Weitzenried   | Mátévölgye |
| Závoly        | Zăvoi                 | 389,20        | 3946                   | Závoly        | 23 August, Almafa, Almafatelep, Bisztranagyvölgy, Korcsoma, Szörénybalázsd |
| Zsidovin      | Berzovia              | 128,27        | 3891                   | Zsidovin      | Gertenyes, Krassófüzes |